# Cryphia oxybiensis
Cryphia oxybiensis là một loài bướm đêm trong họ Noctuidae.